# Großsteingräber bei Ramsdorf
Die Großsteingräber bei Ramsdorf waren ursprünglich drei megalithische Grabanlagen der jungsteinzeitlichen Trichterbecherkultur bei Ramsdorf, einem Ortsteil von Owschlag im Kreis Rendsburg-Eckernförde in Schleswig-Holstein. Von diesen existieren heute nur noch zwei. Die erhaltenen Gräber 1 und 2 tragen die Sprockhoff-Nummern 71 und 72. Grab 1 wurde 1956 von Ernst Sprockhoff archäologisch untersucht und später um 400 m von seinen ursprünglichen Standort versetzt. Grab 2 wurde 1896 von Wilhelm Splieth untersucht. Die Reste eines zerstörten dritten Grabes mit der Fundplatznummer Ramsdorf LA 37 wurden 1968 von Volker Vogel untersucht.

## Lage
Grab 1 befand sich ursprünglich östlich von Ramsdorf und 250 m westlich der von Brekendorf nach Süden führenden Straße auf Höhe des Hofes Langenberg. Da es durch den Bau der A 7 gefährdet war, wurde es in den 1960ern um etwa 400 m nach Südosten an die Landesstraße 265 versetzt. Grab 2 befindet sich südsüdöstlich von Ramsdorf und 1,9 km westsüdwestlich von Grab 1 auf einem Feld. Das zerstörte Grab 3 lag nordwestlich von Ramsdorf und 960 m nordnordwestlich von Grab 2 auf einem Feld.

## Beschreibung

### Grab 1
Die Anlage besaß ursprünglich eine runde Hügelschüttung mit einer steinernen Umfassung. Bei der Grabkammer handelt es sich um einen ost-westlich orientierten erweiterten Dolmen. Sie besteht aus zwei Wandsteinpaaren an den Langseiten, zwei Abschlusssteinen an der westlichen Schmalseite, einem Abschlussstein an der Südhälfte und einem halbhohen Eintrittstein an der Nordhälfte der östlichen Schmalseite sowie zwei Decksteinen. Alle Steine standen bei Sprockhoffs Untersuchung noch in situ. Der westliche Deckstein hat eine Länge von 2,5 m, eine Breite von 1,75 m und eine Dicke von 0,8 m. Er weist auf seiner Oberseite mehrere Schälchen auf. Auch auf dem östlichen Deckstein befindet sich ein Schälchen. Der Zugang an der Ostseite der Kammer war ursprünglich mit einer Steinplatte verschlossen, die östlich außerhalb der Kammer gefunden wurde.

### Grab 2
Die Anlage besitzt eine Grabkammer mit einer Länge von 2,2 m, einer Breite von 1,8 m und einer Höhe von 1,3 m. Bei der Untersuchung im Jahr 1896 waren noch neun Wand- und zwei Decksteine erhalten. Sprockhoff konnte bei seiner Aufnahme im Jahr 1956 nur noch fünf oder sechs Wandsteine feststellen.

### Grab 3
Die Anlage besaß eine nordost-südwestlich orientierte Grabkammer, bei der es sich vermutlich um einen Großdolmen mit einer Länge von 4,5 m und einer Breite von 1,5 m gehandelt hat. Bei der Grabung konnten an der nordwestlichen Langseite die Standspuren von drei und an der südöstlichen Langseite von vier Wandsteinen festgestellt werden. Lücken weisen darauf hin, dass an jeder Langseite ursprünglich noch je ein weiterer Wandstein gestanden hat. An der nordöstlichen Schmalseite wurde die Standspur eines breiten Abschlusssteins festgestellt. Die südwestliche Schmalseite besaß vermutlich zwei Abschlusssteine, worauf die Bogenform des Kammerpflasters und einige dort gefundene Steinplatten hindeuten. Die Wandsteine standen ursprünglich in einem Ring aus Feuerstein-Grus und einem Auftrag aus mit Feuerstein durchsetztem Lehm. Die Lücken der Wandsteine waren mit Trockenmauerwerk aus Steinplatten verfüllt, wovon an den Langseiten noch die unteren Lagen festgestellt werden konnten. Die Kammer war vermutlich ursprünglich von einer Lehmpackung und darüber von einem Mantel aus Rollsteinen umschlossen, wovon noch Reste festgestellt werden konnten. Der Zugang zur Kammer befand sich wahrscheinlich an der südwestlichen Schmalseite, er ließ sich aber nicht genau lokalisieren.
Im Inneren der Kammer wurden noch zahlreiche Grabbeigaben entdeckt. Hierzu gehörten neben Keramikscherben ein Bruchstück einer Axt aus Felsgestein, mehrere Feuerstein-Geräte (ein Beil, ein Hohlbeil, ein Bruchstück eines Meißels, ein Griffstück eines Dolches, eine herzförmige Pfeilspitze, zwei querschneidige Pfeilspitzen, eine Klinge und Bruchstücke weiterer Klingen) sowie Bernstein-Schmuck (ein Knopf, eine doppelaxtförmige Perle, 13 runde und drei zylindrische Perlen). Außerhalb der Kammer wurden weitere Keramikscherben und sechs Bruchstücke von Feuerstein-Klingen gefunden.